# JB FM
JB FM é uma emissora de rádio brasileira sediada no Rio de Janeiro, capital do estado homônimo. Opera no dial FM, na frequência 99,9 MHz. Pertencente ao Grupo JB (ex Jornal do Brasil) sua programação é voltada para o gênero adult contemporary, além de programas jornalísticos, mantendo o legado da Rádio Jornal do Brasil.

## Localização e endereços
A JB FM, juntamente com suas coirmãs Rádio Cidade e Rio FM teve seus estúdios outrora localizados no Edifício Gustavo José de Mattos, na Avenida Rio Branco, antes foram mais de 10 anos de operações a partir da Avenida Presidente Vargas, ambos no centro da capital fluminense.
Está localizada na Barra da Tijuca, no Città Office Mall, na Avenida das Américas.
Possui dois parques transmissores: um no alto do Morro do Sumaré, na Floresta Nacional da Tijuca; e outro na Serra do Mendanha, no limite dos municípios do Rio de Janeiro e Nova Iguaçu.

## História
Em 2009, a ANATEL anunciou um reordenamento de frequências para o dial FM da cidade do Rio de Janeiro, que afetaram a Rádio Melodia (migrou de 97,3 para 97,5), Rádio Globo (89,3 para 89,5) e MEC FM (98,9 para 99,3). A JB FM também teve que trocar de frequência, saindo dos 99,7 para os 99,9, a partir de 20 de janeiro de 2012.

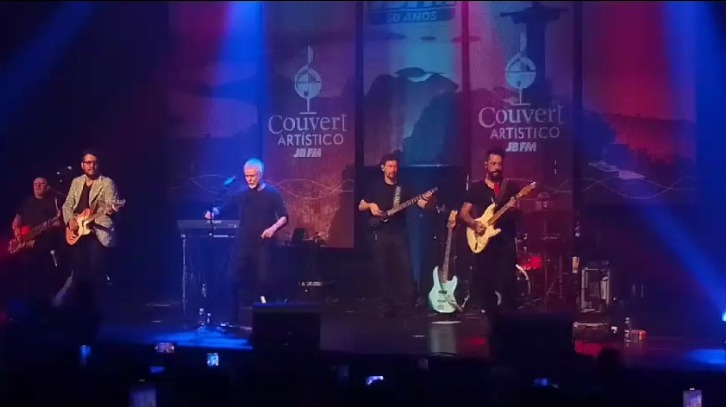
Ritchie e Rodrigo Suricato em show do programa Couvert Artístico da rádio JB FM, realizado em 21 de maio de 2024, no Teatro Claro Mais Rio, em Copacabana, na cidade do Rio de Janeiro.

Em julho de 2021, a JB FM se uniu a Alpha FM para lançar o  Couvert Artístico em Casa, uma nova versão do show ao vivo já realizado pela rádio.